# Seznam mughalských císařů
Toto je seznam císařů Mughalské říše, státního útvaru na území Indického subkontinentu v letech 1526–1858. S nástupem Aurangzéba na císařský trůn začal proces postupné ztráty stability a decentralizace říše. Ve druhé polovině 18. století mughalská říše ztratila postavení nejmocnější říše Indického poloostrova a s příchodem 19. století se stala loutkovým státem Britské říše. Posledním mughalským císařem byl Bahádur Šáh II., jehož čistě formální postavení bylo ukončeno v roce 1858 potlačením velkého indického povstání. Císařové měli titul Velký Mughal (ve významu Velký Mongol), někdy psáno i Velký Mogul.

## Císaři
| Portrét | Titulární jméno                  | Jméno                                                                                  | Narození          | Vláda                                                                | Úmrtí                       | Poznámky                                                                  |
| ------- | -------------------------------- | -------------------------------------------------------------------------------------- | ----------------- | -------------------------------------------------------------------- | --------------------------- | ------------------------------------------------------------------------- |
|         | Bábur بابر                       | Zahir-ud-din Muhammad ظہیر الدین محمد                                                  | 23. únor 1483     | 30. duben 1526 – 26. prosinec 1530                                   | 26. prosinec 1530 (věk: 47) |                                                                           |
|         | Humájún ہمایوں                   | Nasir-ud-din Muhammad Humayun نصیر الدین محمد ہمایوں                                   | 17. březen 1508   | 26. prosinec 1530 – 17. květen 1540 a 22. únor 1555 – 27. leden 1556 | 27. leden 1556 (věk: 47)    | V letech 1540–1555 sesazen.                                               |
|         | Akbar I. اکبر اعظم               | Jalal-ud-din Muhammad جلال الدین محمد اکبر                                             | 14. říjen 1542    | 27. leden 1556 – 27. říjen 1605                                      | 27. říjen 1605 (věk: 63)    |                                                                           |
|         | Džahángír جہانگیر                | Nur-ud-din Muhammad Salim نور الدین محمد سلیم                                          | 20. září 1569     | 15. říjen 1605 – 8. listopad 1627                                    | 8. listopad 1627 (věk: 58)  |                                                                           |
|         | Šáh Džahán I. شاہ جہان اعظم      | Shahab-ud-din Muhammad Khurram شہاب الدین محمد خرم                                     | 5. leden 1592     | 8. listopad 1627 – 2. srpen 1658                                     | 22. leden 1666 (věk: 74)    |                                                                           |
|         | Alamgír I. عالمگیر               | Muhy-ud-din Muhammad Aurangzeb محی الدین محمداورنگزیب                                  | 4. listopad 1618  | 31. červenec 1658 – 3. březen 1707                                   | 3. březen 1707 (věk: 88)    |                                                                           |
|         | Azam Šáh محمد اعظم شاہ           | Abu'l Faaiz Qutb-ud-Din Muhammad Azam قطب الدين محمد اعظم                              | 28. červen 1653   | 14. březen 1707 – 8. červen 1707                                     | 8. červen 1707 (věk: 53)    |                                                                           |
|         | Bahádur Šáh I. بہادر شاہ         | Qutb ud-Din Muhammad Mu'azzam قطب الدین محمد معزام                                     | 14. říjen 1643    | 19. červen 1707 – 27. únor 1712 (4 let, 253 dní)                     | 27. únor 1712 (věk: 68)     |                                                                           |
|         | Džahandár Shah جہاندار شاہ       | Ma'az-ud-Din Jahandar Shah Bahadur معز الدین جہاندار شاہ بہادر                         | 9. květen 1661    | 27. únor 1712 – 11. únor 1713 (0 let, 350 dní)                       | 12. únor 1713 (věk: 51)     |                                                                           |
|         | Farrukhsiyar فرخ سیر             | Faruk Siyar فرخ سیر                                                                    | 20. srpen 1685    | 11. leden 1713 – 28. únor 1719 (6 let, 48 dní)                       | 29. duben 1719 (věk: 33)    |                                                                           |
|         | Rafi ud-Darajat رفیع الدرجات     | Rafi ud-Darajat رفیع الدرجات                                                           | 30. listopad 1699 | 28. únor – 6. červen 1719 (0 let, 98 dní)                            | 9. červen 1719 (věk: 19)    |                                                                           |
|         | Šáh Džahán II. شاہ جہان دوم      | Rafi ud-Daulah شاہ جہاں دوم                                                            | červen 1696       | 6. červen 1719 – 19. září 1719 (0 let, 105 dní)                      | 19. září 1719 (věk: 23)     | ----                                                                      |
|         | Muhammad Šáh محمد شاہ            | Roshan Akhtar Bahadur روشن اختر بہادر                                                  | 17. srpen 1702    | 27. září 1719 – 26. duben 1748 (28 let, 212 dní)                     | 26. duben 1748 (věk: 45)    | Perská invaze v roce 1739. Poslední císař s efektivní kontrolou nad říší. |
|         | Ahmad Šáh Bahadur احمد شاہ بہادر | Ahmad Šáh Bahádur احمد شاہ بہادر                                                       | 23. prosinec 1725 | 26. duben 1748 – 2. červen 1754 (6 let, 37 dní)                      | 1. leden 1775 (věk: 49)     |                                                                           |
|         | Alamgír Šáh II. عالمگیر دوم      | Aziz-ud-din عزیز اُلدین                                                                 | 6. červen 1699    | 2. červen 1754 – 29. listopad 1759 (5 let, 180 dní)                  | 29. listopad 1759 (věk: 60) |                                                                           |
|         | Šáh Džahán III. شاہ جہان سوم     | Muhi-ul-millat محی اُلملت                                                               | 1711              | 10. prosinec 1759 – 10. říjen 1760                                   | 1772 (věk: 60–61)           |                                                                           |
|         | Šáh Alam II. شاہ عالم دوم        | Ali Gauhar علی گوہر                                                                    | 25. červen 1728   | 10. říjen 1760 – 31. červenec 1788 (27 let)                          | 19. listopad 1806 (věk: 78) | poražen v bitvě u Buxaru                                                  |
|         | Šáh Džahán IV. جہان شاه چہارم    | Bidar Bakht Mahmud Šáh Bahadur بیدار بخت محمود شاه بهادر جہان شاہ                      | 1749              | 31. července 1788 – 11. říjen 1788                                   | 1790 (věk: 40–41)           |                                                                           |
|         | Šáh Alam II. شاہ عالم دوم        | Ali Gauhar علی گوہر                                                                    | 25. červen 1728   | 16. říjen 1788 – 19. listopad 1806 (18 let)                          | 19. listopad 1806 (věk: 78) | druhá vláda                                                               |
|         | Akbar Šáh II. اکبر شاہ دوم       | Mirza Akbar میرزا اکبر                                                                 | 22. duben 1760    | 19. listopad 1806 – 28. září 1837                                    | 28. září 1837 (věk: 77)     | Titulární vládce pod britskou ochranou.                                   |
|         | Bahádur Šáh II. بہادر شاہ دوم    | Abu Zafar Sirajuddin Muhammad Bahadur Shah Zafar ابو ظفر سراج اُلدین محمد بہادر شاہ ظفر | 24. říjen 1775    | 28. září 1837 – 29. březen 1858 (20 let)                             | 7. listopad 1862 (věk: 87)  | Poslední mughalský císař. Sesazen Brity.                                  |